# 周泽昭
周泽昭（1901年12月18日—1990年4月12日），重庆江津人，中国外科学家。1955年选聘为中国科学院院士（学部委员）。

## 生平
就读于江津中学，1921年入上海同济大学德语速成班，1922年转入私立同德医学院。1925年，入广州中山大学医科。1926年毕业于中山大学医学院。留校任教，专攻普外、骨科。1931年，应聘任南宁军医院外科主任，任广西军医学校教育长兼外科教授。曾是白崇禧的保健医生。1937年，抗战爆发后转攻战伤。编印了《救护手册》、《战争毒气病的病理治疗》、《战争外科学》手册等。
1940年，应周恩来邀请赴延安为中央领导会诊，途中被宝鸡警方扣押。1945年到达延安，任延安中国医科大学外科教员，讲授普外科、骨科和战伤外科。抗战胜利后升任延安中央医院外科主任、副院长，主要工作是为中央领导人做保健和培训全军医学干部。1949年入党，在解放战争中收治伤员万名以上，荣立特等功。1949年初，东渡黄河任平山朱家村中央医院副院长兼外科主任（院长傅连暲）。
1953-1957年，任北京医院院长、外科主任，负责毛泽东的保健工作，并曾为金日成、西哈努克、德田球一、拉达克里希等治过病。1957年，调任重庆医学院院长兼重庆外科医院院长。1972年，调任四川省卫生厅副厅长。1983年离休，1990年4月病逝于成都。